# پنج دستور
پنج دستور (به سانسکریت: पञ्चशीलानि، pañca-śīlāni) پنج دستورالعمل بنیادین اخلاقی در آیین بودا است.
این پنج فریضه عبارت است از: پرهیز از کشتار، دزدی، شهوت‌رانی، دروغ و می‌خوارگی. این اصطلاح را دولت هند برای اصول پنج‌گانهٔ سیاست خارجی خود بکار می‌برد، که عبارتند از :
1. احترام به حاکمیت ملی و تمامیت ارضی کشورها
2. عدم تجاوز
3. دخالت نکردن در امور داخلی دیگر کشورها
4. احترام دوسویه و برابری در روابط بین‌المللی
5. هم‌زیستی رژیم‌های گوناگون

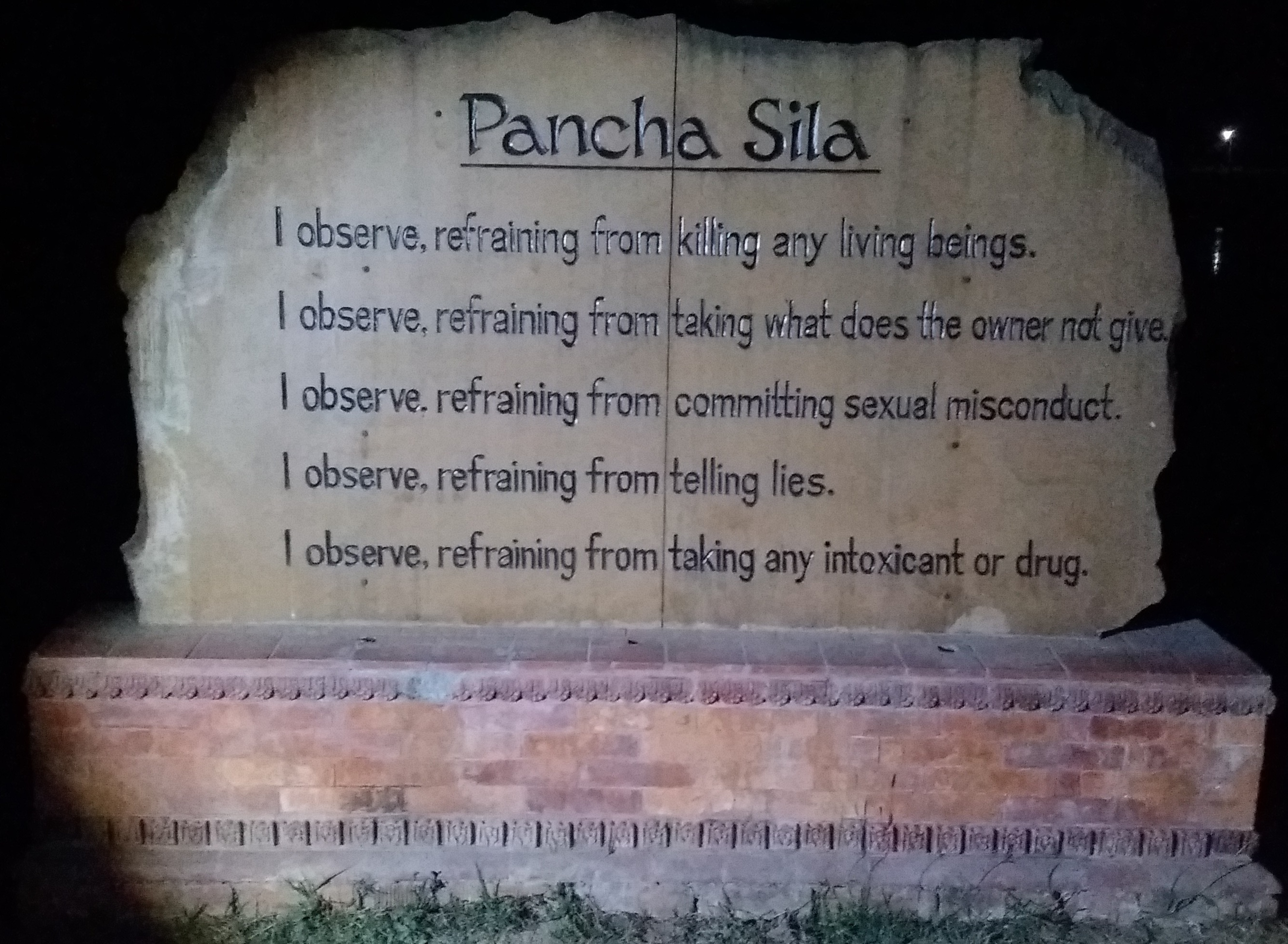
پلاک حک‌شدهٔ پنج دستور در پارک لومبینی، نپال - ۲۰۱۸

کنفرانس آسیایی-آفریقایی در باندونگ این اصول را به عنوان «پنج اصل هم‌زیستی مسالمت‌آمیز» تصویب کرد.